# What's Wrong with Secretary Kim
What's Wrong with Secretary Kim (Hangul: 김비서가 왜 그럴까; RR: Kimbiseoga wae geureolkka) és una sèrie de televisió sud-coreana del 2018 protagonitzada per Park Seo-joon i Park Min-young. Es basa en la novel·la del mateix títol de Jung Kyung-yoon que es va publicar per primera vegada el 2013, que després es va serialitzar en còmic el 2015 a través de KakaoPage. La sèrie es va emetre a tvN del 6 de juny al 26 de juliol del 2018, els dimecres i els dijous per a 16 episodis.